# Mike Mills
Michael Edward Mills (Orange County, California, 17 de diciembre de 1958), conocido como Mike Mills, es un músico estadounidense, exbajista de la banda R.E.M., principalmente conocido por encargarse del bajo y del piano, pero también en ocasiones instrumentos de percusión, cuerdas y teclados. También contribuyó en la creación de las letras de la banda.

## Biografía

### Comienzos
A principios de la década de 1960, su familia se mudó a Macon, Georgia. Su padre, Frank, fue cantante, llegando a tener actuaciones en The Ed Sullivan Show. Su madre, Adora, fue profesora de piano, lo que ayudó a que Mike descubriera su interés por la música a una edad temprana. En la secundaria conoció al baterista Bill Berry, con quien después formó una banda. Ambos conocieron a Michael Stipe y Peter Buck al ingresar a la Universidad de Georgia en Athens.

### R.E.M.

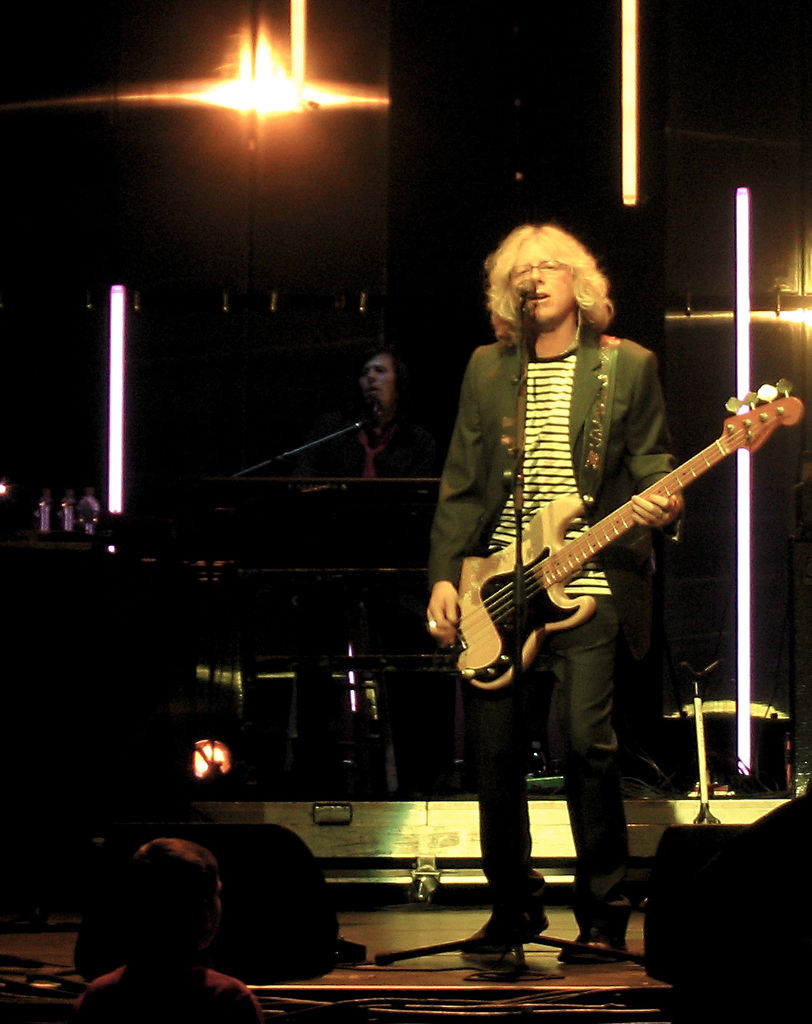
Mills en 2004.

Mills, Berry, Buck y Stipe decidieron dejar la universidad y concentrarse en la banda, ahora llamada R.E.M. La banda consiguió una rápida aceptación y un buen número de seguidores, por lo que conseguirían firmar un contrato discográfico con I.R.S. Records.
Mills es responsable de muchas de las letras de canciones de R.E.M. como "Find the River", "At My Most Beautiful", "Why Not Smile", "Let Me In", "Wendell Gee", "(Don't Go Back To) Rockville", "Beat a Drum", "Be Mine" y "What's the Frequency, Kenneth?". Además de poner su voz a muchas canciones, es el cantante principal en canciones como "Texarkana", "Near Wild Heaven", "Superman" y la versión de The Troggs, "Love Is All Around".
Mills es también conocido por su colección de trajes coloridos y extraños que a veces usa en el escenario, como el que puede verse en el vídeo de "What's the Frequency, Kenneth?" y en muchos de los conciertos del Monster Tour en 1995. Esos trajes se conocen como "Nudie suits".

## Vida personal
Mills es un ávido jugador de deportes de fantasía, interesado en equipos de la NFL, NBA y PGA, entre otros. También es fanático del equipo de fútbol de su alma mater, los Georgia Bulldogs.
Está casado con Jasmine Pahl. Es ateo.
Mills tiene un hermano, el hermano menor, Mitch, que también es músico.

## Discografía

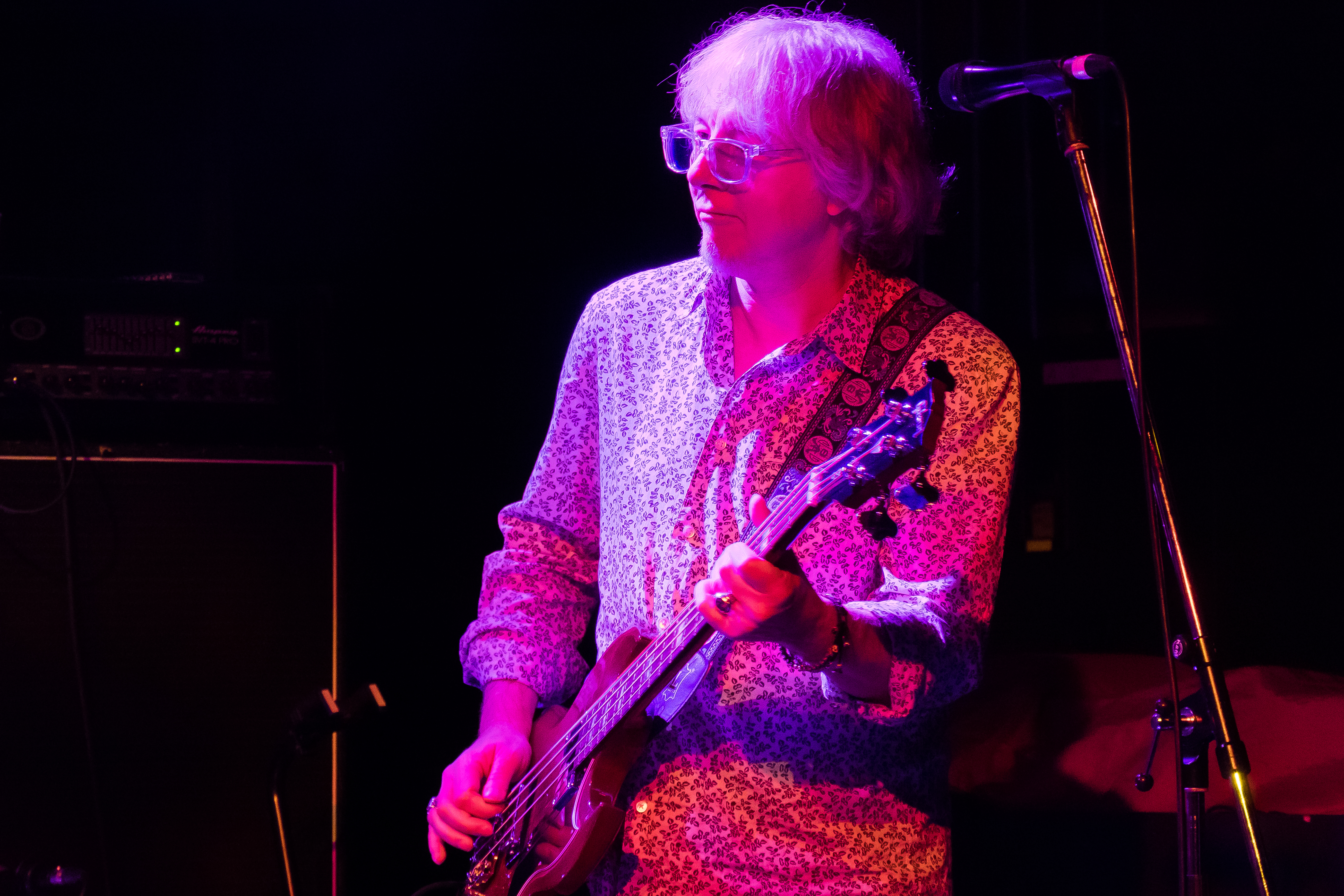
Mills, 2017

- 1984 – Hindu Love Gods – "Gonna Have a Good Time Tonight"/"Narrator".
- 1985 – Full Time Men– Full Time Men, organ on "One More Time"
- 1987 – Warren Zevon – Sentimental Hygiene on "Sentimental Hygiene", "Boom Boom Mancini", "The Factory", "Trouble Waiting to Happen", "Detox Mansion", "Bad Karma", "Even a Dog Can Shake Hands", and "The Heartache"
- 1987 – Waxing Poetics– Hermitage, production
- 1988 – Billy James – Sixes and Sevens, production
- 1988 – The Cynics – "What's It Gonna Be"/"Roadrunner" (live)
- 1989 – Kevn Kinney – MacDougal Blues
- 1989 – Indigo Girls – Indigo Girls, bass guitar on "Tried to Be True"
- 1989 – Vibrating Egg – Come On in Here If You Want To, writing and performance
- 1990 – Mike Mills wrote music for Howard Libov's short film Men Will Be Boys
- 1990 – Hindu Love Gods – Hindu Love Gods
- 1990 – Hindu Love Gods – "Raspberry Beret"
- 1991 – Nikki Sudden – The Jewel Thief
- 1991 – Nikki Sudden – "I Belong to You"
- 1991 – The Troggs – Athens, Andover
- 1991 – Robbie Robertson – Storyville, singing on "Shake This Town"
- 1992 – Jane Pratt Show theme music
- 1993 – Automatic Baby – "One"
- 1993 – The Smashing Pumpkins – Siamese Dream, piano on "Soma"
- 1993 – Three Walls Down – Building Our House, production
- 1993 – Three Walls Down – "Steps"/"Wooden Nails"/"Faith in These Times" (live)
- 1994 – Backbeat soundtrack
- 1994 – Victoria Williams – Loose, vocals on "You R Loved"
- 2000 – Christy McWilson – The Lucky One
- 2006 – Various artists – Big Star Small World, bass guitar on "The Ballad of El Goodo", with Matthew Sweet
- 2006 – Mike Mills and Sally Ellyson – "Jesus Christ", a Big Star song covered for a charity single for the Red Apple Foundation
- 2007 – Mudville – Iris Nova, piano on "Eternity"
- 2008 – Modern Skirts – All of Us in Our Night, production on "Motorcade"
- 2008 – The Baseball Project – Volume 1: Frozen Ropes and Dying Quails
- 2009 – Favorite Son soundtrack – "Gift of the Fathers"
- 2009 – Jill Hennessy – Ghost in My Head, backing vocals on "Erin"
- 2009 – The Baseball Project – Homerun EP
- 2010 – Various artists – The Voice Project, cover of Billy Bragg's "Sing Their Souls Back Home"
- 2011 – The Baseball Project – Volume 2: High and Inside
- 2011 – The Baseball Project – The Broadside Ballads
- 2012 – Jason Ringenberg – Nature Jams – vocals on one track[1]
- 2012 – Patterson Hood & The Downtown 13 – "After It's Gone"/"Unspoken Pretties" – performance on A-side, single released for Record Store Day[2][3]
- 2014 – The Baseball Project – 3rd